# Pierre Hammarstrand
Pierre Hammarstrand, född 23 mars 1978 i Lerum, är en svensk tidigare handbollsspelare (högersexa/högernia).

## Klubbar som spelare
- Alingsås HK (1993–2002)
- TuS Nettelstedt-Lübbecke (2002–2005)
- BM Aragón (2005–2007)
- Ystads IF (2007–2014)

## Tränaruppdrag
- Ystads IF (assisterande, 2013–2017)

## Meriter
- Guld vid U18-EM 1997
- Silver vid U21-VM 1999